# ملعب فريولي
ملعب فريولي هو ملعب متعدد الاستخدامات لعدة رياضات يقع في مدينة أوديني الإيطالية . يعتبر الملعب الرئيسي لنادي أودينيزي . تم افتتاح الملعب في سنة 1976 ويتسع لـ 41652 متفرج.